# Mae West
Mary Jane "Mae" West n. 17 august 1893, New York City, New York, SUA – d. 22 noiembrie 1980, Los Angeles, California, SUA  a fost o actriță, cântăreață, dramaturgă, scenaristă, comediană și sex simbol americană, cunoscută și pentru independența sa sexuală clar afișată, a cărei carieră s-a întins pe șapte decenii.
West a fost activă în teatrul de varietăți și în vodevilul de pe scenele orașului New York City înainte de mutarea sa la Hollywood pentru a continua activitatea sa din industria divertismentului ca actriță, comediană și scenaristă, completată adesea de apariții la radio și televiziune, ca actor de voce și televiziune. Instituția profesionistă American Film Institute a numit-o pe Mae West între primele 15 cele mai mari stele ale cinematografului clasic american.
Utilizând adesea în cântecele sale vocea sa ușor răgușită și rară de contralto,, fiind total neconformistă și având „o limbă foarte ascuțită”, West a fost una dintre cele mai controversate staruri ale filmului timpului său, întâmpinând numeroase dificultăți, mai ales legate de cenzură.
A ridiculizat mereu sistemul, făcând remarci întotdeauna înțepătoare și deranjante referitoare la racilele sociale ale anilor 1920 și 1930, fiind admirată de publicul larg al erei Marii Depresiuni. După terminarea carierei sale cinematografice, care i-a adus faima de sex simbol american, a continuat cariera sa ca dramaturg și scriitoare, autoare de cărți, ca performer pe scenele din Las Vegas, în Regatul Unit, la radio și televiziune, și de producător al propriilor sale albume de rock and roll.
Fiind întrebată despre eforturile sale de a se reinventa continuu, West a replicat, „Cred în cenzură. Am făcut o avere pe seama sa." (În original, "I believe in censorship. I made a fortune out of it."

## Biografie

### Viață timpurie
Mary Jane West s-a născut la data de 17 august 1893, în Comitatul Kings, statul  New York (cunoscut azi ca  Greenpoint ori Bushwick, înainte ca New York City să fi fost consolidat în 1898). Mama sa a fost asistată la naștere, care s-a petrecut acasă, de o soră de-a sa, care era moașă. Mary Jane a fost cea mai mare dintre copiii familiei care au supraviețuit. Părinții lui Mae erau John Patrick West și Mathilde "Tillie" (mai târziu, Matilda) Delker (original Doelger; ulterior numele a fost americanizat ca "Delker" sau "Dilker"). Tillie și cei cinci frați și surori ai săi emigraseră cu părinții lor, Doelger Jakob (1835–1902) și Christiana (1838–1901; născută Brüning), din Bavaria în 1886. Părinții lui West s-au căsătorit la 18 ianuarie 1889, în Brooklyn, spre plăcerea familiei mirelui și discomfortul familiei miresei, crescându-și copii ca protestanți (mai exact ca prezbiterieni), chiar dacă John West era de descendență mixtă catolic-protestantă iar Tillie era de ceva descendență evreiască.
Tatăl lui West a fost un luptător cunoscut sub numele de "Battlin" Jack West, care mai târziu a lucrat în calitate de polițist special (investigator privat) având ulterior propria sa agenție de investigații. Mama sa fusese anterior model de modă și realizatoare de corsete. Bunica sa paternă, Mary Jane (născută Copley), după care a fost numită, fusese de descendență catolică irlandeză iar bunicul patern al lui West, John Edwin West, fusese constructor de nave maritime, de descendență englezo-scoțiană.
Sora sa cea mai mare, Katie, decedase în anii timpurii ai copilăriei sale. Ceilalți frați ai săi, care au ajuns la maturitate, au fost Mildred Katherine West, cunoscută ulterior ca Beverly (8 decembrie 1898 – 12 martie 1982), și John Edwin West II (uneori numit incorect "John Edwin West, Jr."; 11 februarie 1900 – 12 octombrie 1964). În timpul copilăriei sale, familia West s-a mutat în diferite părți ale cartierelor Woodhaven, Williamsburg și Greenpoint, toate aflate în Brooklyn. În Woodhaven, la facilitatea de spectacole Neir's Social Hall (deschisă în 1829 și încă funcționând), se spune că Mae West ar fi performat prima dată în calitate de profesionistă.

## Filmografie
| An   | Film                  | Rol                                             | Scenarist (iști) | Alți actori                                       | Regizor              | Studio                       |
| ---- | --------------------- | ----------------------------------------------- | --- | ------------------------------------------------- | -------------------- | ---------------------------- |
| 1932 | Night After Night     | Maudie Triplett                                 | Plot: Louis Bromfield Scenariu: Vincent Lawrence Continuitate: Kathryn Scola Dialoguri suplimentare (necreditat): Mae West | George Raft Constance Cummings Wynne Gibson       | Archie Mayo          | Paramount Pictures           |
| 1933 | She Done Him Wrong    | Lady Lou                                        | Scenariu: Harvey F. Thew și John Bright Bazat pe piesa de teatru "Diamond Lil" de Mae West                                 | Cary Grant Owen Moore Gilbert Roland              | Lowell Sherman       | Paramount Pictures           |
| 1933 | I'm No Angel          | Tira                                            | Poveste, scenariu și toate dialogurile: Mae West Sugestii: Lowell Brentano Continuitate: Harlan Thompson                   | Cary Grant Gregory Ratoff Edward Arnold           | Wesley Ruggles       | Paramount Pictures           |
| 1934 | Belle of the Nineties | Ruby Carter                                     | Mae West | Roger Pryor Johnny Mack Brown Katherine DeMille   | Leo McCarey          | Paramount Pictures           |
| 1935 | Goin' to Town         | Cleo Borden                                     | Scenariu: Mae West Poveste: Marion Morgan și George B. Dowell                                                              | Paul Cavanagh Gilbert Emery Marjorie Gateson      | Alexander Hall       | Paramount Pictures           |
| 1936 | Klondike Annie        | The Frisco Doll Rose Carlton Sister Annie Alden | Scenariu: Mae West Poveste: Marion Morgan și George B. Dowell Cu material sugerat de Frank Mitchell Dazey                  | Victor McLaglen Phillip Reed Helen Jerome Eddy    | Raoul Walsh          | Paramount Pictures           |
| 1936 | Go West, Young Man    | Mavis Arden                                     | Scenariu: Mae West Based on the play "Personal Appearance" by Lawrence Riley                                               | Warren William Randolph Scott Alice Brady         | Henry Hathaway       | Paramount Pictures           |
| 1937 | Every Day's a Holiday | Peaches O'Day                                   | Mae West | Edmund Lowe Charles Butterworth Charles Winninger | A. Edward Sutherland | Paramount Pictures           |
| 1940 | My Little Chickadee   | Flower Belle Lee                                | Mae West și W. C. Fields                                                                                                   | W. C. Fields Joseph Calleia Dick Foran            | Edward F. Cline      | Universal Pictures           |
| 1943 | The Heat's On         | Fay Lawrence                                    | Fitzroy Davis & George S. George și Fred Schiller                                                                          | Victor Moore William Gaxton Lester Allen          | Gregory Ratoff       | Columbia Pictures            |
| 1970 | Myra Breckinridge     | Leticia Van Allen                               | Scenariu: Michael Sarne și David Giler Bazat pe romanul scris de Gore Vidal                                                | Raquel Welch John Huston Farrah Fawcett           | Michael Sarne        | 20th Century Fox             |
| 1978 | Sextette              | Marlo Manners Lady Barrington                   | Scenariu: Herbert Baker Bazat pe piesa de teatru de Mae West                                                               | Timothy Dalton Dom DeLuise Tony Curtis            | Ken Hughes           | Crown International Pictures |

## Discografie
Albume:
- 1956: The Fabulous Mae West; Decca D/DL-79016 (mai multe re-editări până în 2006)
- 1960: W. C. Fields His Only Recording Plus 8 Songs by Mae West; Proscenium PR 22
- 1966: Way Out West; Tower T/ST-5028
- 1966: Wild Christmas; Dragonet LPDG-48
- 1970: The Original Voice Tracks from Her Greatest Movies; Decca D/DL-791/76
- 1970: Mae West & W. C. Fields Side by Side; Harmony HS 11374/HS 11405
- 1972: Great Balls of Fire; MGM SE 4869
- 1974: Original Radio Broadcasts; Mark 56 Records 643
- 1987/1995: Sixteen Sultry Songs Sung by Mae West Queen of Sex; Rosetta RR 1315
- 1996: I'm No Angel; Jasmine CD 04980 102
- 2006: The Fabulous: Rev-Ola CR Rev 181

Cel puțin 21 de single-uri de viteze 78 rpm și 45 rpm (rpm = rotații/revoluții pe minut) au fost lansate între 1933 și 1973.

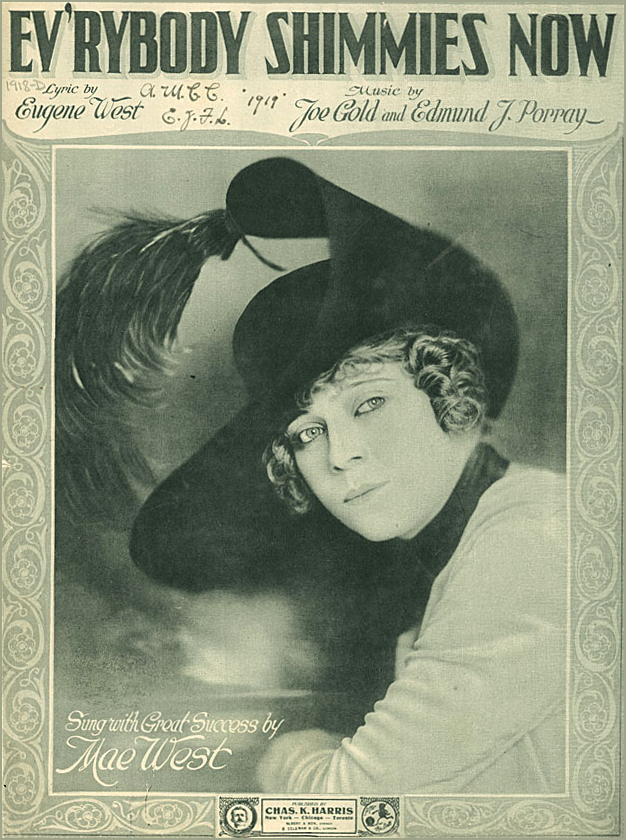
Poster al spectacolului Ev'rybody Shimmies Now cu imaginea și numele actriței clar menționate, Mae West.

### Albume rock'n'roll
Conform declarațiilor sale, pentru a-și intact pãstra sex-appealul, în special în rândul generației tinere, subsumată continuei sale reinventări artistice, Mae West produce și înregistreazã douã albume rock ‘n’ roll, la sfârșitul anilor 1960, intitulate Way out West și Wild Christmas.

## Mae West în cultura populară
- În timpul celui de-al doilea război mondial, ofițerii forțelor aliate și-au numit vestele lor de salvare de culoare galbenă, mai ales pentru forma lor, "Mae Wests", întrucât rimau cu breasts (în română, sâni),[31] dar și datorită asemănării lor cu torsoul actriței. De asemenea, o "Mae West" este un tip de nefuncționare corectă a unei parașute, care produce contorsionarea formei tipice de dom a parașutei, făcând-o să semene cu un sutien extraordinar de mare.[32]
- West a fost subiectul multor cântece, incluzând titlul unui cântec al musicalului de pe Broadway, al lui Cole Porter, intitulat Anything Goes (Totul trece), respectiv al cântecului "You're the Top" (Tu ești la vârf).[33]
- Pictorul suprarealist Salvador Dalí a realizat mai multe variante ale picturii intitulate "Face of Mae West which May Be Used as an Apartment" (Fața lui Mae West ce poate fi folosită ca un apartament) precum și designul celebrei sofa Mae West Lips Sofa (Sofaua <<Buzele lui Mae West>>), care a fost fizic realizată și completată în 1938 pentru Edward James.[34] O versiune a sofalei, în roșu, a fost creată de cunoscutul realizator de mobilier parizian Jean-Michel Frank, iar o altă versiune a acestei sofa, de data aceasta în roz, se găsește la Londra la Victoria and Albert Museum. În plus, Camera Mae West, realizată în mărime naturală, conform dimensiunilor date de Dalí, poate fi văzută și vizitată la Muzeul Dalí din Figueras, Spania.
- Când a fost rugată să-și dea permisiunea ca imaginea sa să fie folosită pe coperta albumului muzical Sgt. Pepper's Lonely Hearts Club Band, al celebrei trupe The Beatles, West a refuzat inițial oferta, întrebând, "What would I be doing in a Lonely Heart's Club?" (Ce să caut eu într-un <<Club al inimilor singuratece?>>). The Beatles au scris marii vedete o scrisoare personală în care s-au declarat mari admiratori ai săi, convingând-o, în final, să fie de acord cu includerea imaginii sale pe coperta albumului.[35]
- Combinația de cuvinte "Mae West" este adesea utilizată în dialectul londonez cockney ca rimând cu cuvântul "best" (cel mai bun/cea mai bună/cei mai buni/cele mai bune), precum în distihul It's the best / It's not the Mae West (Este cea mai bună / Dar nu este Mae West).[36]
- Pompele de benzină Fry ale anilor 1920 și 1930, care aveau două rezervoare de sticlă transparentă, erau numite Pompe Mae West.
- Artistul plastic Rita McBride a creat în anii 2010-2011, în München, o sculptură foarte mare, de 52 de metri, intitulată Mae West, datorită formei sale hiperboloidale, sugerând o asemănare cu chipul lui Mae West.
- Acronimul MAE-West — "Metropolitan Area Exchange, West", reprezintă un fost punct de intersecție al rețelei Internet, de pe coasta de vest a Statelor Unite ale Americii, având punctul de intersecție corespunzător pe coasta de est, MAE-East.
- În 2016, Mae West a fost portretizată de artistul în travesti (drag artist) Alaska, în cel de-al doilea episod al celui de-al doilea sezon al show-ului artistului travesti RuPaul intitulat Drag Race All Stars (Competiția travesti a tuturor starurilor).[37]
- In 2017, Mae West a fost subiectul unui episod al seriei de televiziune Over My Dead Body (Doar peste trupul meu mort) difuzat pe Amazon Prime.[38]